# Incisivo laterale inferiore

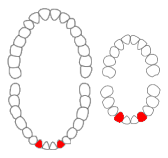
Incisivi laterali inferiori nella dentatura permanente (sinistra) e nella dentatura decidua (destra).

L'incisivo laterale inferiore è il secondo dente dell'arcata dentaria. È leggermente più alto e grosso del centrale inferiore: è l'incisivo più lungo (23.5 mm, di cui 9.5 mm coronali e 14 radicolari), e più stretto (ha il diametro mesiodistale di 5.5 mm, quello vestibolo-linguale di 6.5). Il rapporto corona/radice indica che è un dente dotato di un forte ancoraggio, per poter sopportare le funzioni masticatorie svolte. 
Presenta numerose similitudini con l'incisivo centrale inferiore.

## Disposizione e rapporti
L'incisivo laterale inferiore prende contatto mesialmente con il lato distale dell'incisivo centrale, distalmente con la faccia mesiale del canino.
I punti di contatto sono piuttosto alti, tra il terzo medio e il terzo alto della corona, con il distale leggermente più basso. Con il tempo e con l'usura dei denti questo contatto diventa una superficie ellittica piuttosto allungata in senso corono-cervicale.

## Morfologia coronale
Vestibolarmente (quindi frontalmente) è simmetrico, anche se risulta inclinato in senso mesio-distale di circa 2°: ha una forma leggermente trapezoidale, con il lato lungo sul margine incisivo e quello corto (relativamente più stretto) cervicale. Superficialmente la faccia vestibolare è piuttosto convessa e liscia, ma anche questa come tutte le facce vestibolari degli incisivi percorsa da due depressioni che danno origine a tre lobi di uguale dimensione tra loro. Vicino al colletto si notano le creste cervicali, delle rugosità che ripetono la forma semicircolare del colletto, presenti in tutti gli incisivi.
Lingualmente (la faccia rivolta alla cavità orale) sono evidenti le creste marginali sui lati mesiale e distale, ovvero degli spessori maggiori dello strato di smalto a contorno dell'elemento, a livello del terzo cervicale (la zona vicino al colletto) notiamo un cingolo o tallone, caratteristica di tutte le facce linguali degli incisivi sia superiori che inferiori. 
Distalmente e mesialmente cioè dalle cosiddette facce prossimali l'elemento non presenta grosse differenze, con il margine vestibolare piuttosto convesso, ed il linguale concavo fino al terzo cervicale dove il cingolo, spesso appena accennato, determina una convessità, il colletto mesiale risulta sempre più profondo del distale. Da questi aspetti si nota lo spostamento del margine incisivo in senso linguale.
Occlusalmente ha una forma ovoidale, con asse maggiore orientato in senso vestibolo-linguale. La corona si presenta più sviluppata e convessa in senso distale. Il margine vestibolare è decisamente convesso, il tubercolo leggermente inclinato e spostato distalmente.

## Morfologia radicolare
L'incisivo laterale inferiore  è monoradicolato: il tronco radicolare si assottiglia molto gradualmente fino all'apice, procedendo dritto per il 60% dei casi, curvando distalmente nel 23% dei casi, vestibolarmente nel 13%. La radice è attraversata da un unico canale radicolare nel 57% dei casi; nel 15%, pur presentando un solo forame, ha due canali distinti, mentre nel 30% ha due canali e 2 forami. Nel 14% dei casi dal canale principale si dipartono canali accessori laterali, nell'8% dei casi le ramificazioni sono solo apicali. Quindi possiede generalmente un canale radicolare ovoidale; viceversa quando ha 2 canali, questi hanno sezione rotondeggiante, e in questo caso generalmente presenta 2 forami.
Nel dente giovane la polpa è molto ampia, specialmente in senso vestibolo-linguale. Col passare del tempo, la apposizione di dentina terziaria riduce la cavità pulpare tendendo ad arrotondarne la sezione.

## Odontogenesi
La calcificazione della corona inizia verso i 10 mesi e viene completata verso i 4-5 anni. Il dente erompe verso i 6-7 anni e la rizogenesi è completata entro gli 11 anni.
Il deciduo erompe verso i 6 mesi.